# غوانتانامو: القواعد الجديدة للحرب
غوانتانامو: القواعد الجديدة للحرب هو فيلم وثائقي سويدي عن الاعتقال في مخيمات الاعتقال في خليج غوانتانامو من إخراج إريك غانداني وطارق صالح. الفيلم عبارة عن مقابلات مع جانيس كاربينسكي، ومهدي محمد غزالي وجيفري ميلر وآخرين. عُرض لأول مرة في عام 2005، وعُرض في السويد في 10 فبراير 2006.
بطل الفيلم هو المعتقل السويدي الجنسية مهدي محمد غزالي الذي كان محتجزًا في غوانتانامو، مما أثار بعض وسائل الإعلام السويدية للحديث عنه، بدأ تصوير الفيلم في 2003. تم إجراء مقابلة مع مهدي غزالي في عام 2004.

## وصلات خارجية
- غوانتانامو: القواعد الجديدة للحرب على موقع IMDb (الإنجليزية)
- غوانتانامو: القواعد الجديدة للحرب على موقع نتفليكس (الإنجليزية)
- غوانتانامو: القواعد الجديدة للحرب على موقع Turner Classic Movies (الإنجليزية)
- غوانتانامو: القواعد الجديدة للحرب على موقع أول موفي (الإنجليزية)
- غوانتانامو: القواعد الجديدة للحرب على موقع قاعدة بيانات الأفلام السويدية (السويدية)
- غوانتانامو: القواعد الجديدة للحرب على موقع قاعدة بيانات الفيلم (الإنجليزية)
- غوانتانامو: القواعد الجديدة للحرب على موقع ليتربوكسد (الإنجليزية)
- غوانتانامو: القواعد الجديدة للحرب على موقع كينوبويسك (الروسية)
- استعراض في سفنسكا (بالسويدية)